# Camellia liberofilamenta
Camellia liberofilamenta är en tvåhjärtbladig växtart som beskrevs av Hung T. Chang och C. H. Yang. Camellia liberofilamenta ingår i släktet Camellia och familjen Theaceae. Inga underarter finns listade i Catalogue of Life.